# Humphry Osmond
Humphry Fortescue Osmond, född 1 juli 1917, död 6 februari 2004, brittisk psykiater.
Osmond var en av de mest entusiastiska förespråkarna för LSDs användning i psykiatrisk behandling på 1950-talet. Han myntade uttrycket psykedelisk för att karakterisera hallucinogena droger som LSD och meskalin.